# 石生黄堇
石生黄堇（学名：Corydalis saxicola），为罂粟科紫堇属下的一个植物种。